# Aghadschari (Verwaltungsbezirk)
Aghadschari (persisch شهرستان آغاجاری) ist ein Schahrestan in der Provinz Chuzestan im Iran. Er enthält die Stadt Aghadschari, welche die Hauptstadt des Verwaltungsbezirks ist. 

## Demografie
Bei der Volkszählung 2016 betrug die Einwohnerzahl des Schahrestan 17.654. Die Alphabetisierung lag bei 87 Prozent der Bevölkerung. Knapp 68 Prozent der Bevölkerung lebten in urbanen Regionen.
| Zensusjahr | Einwohnerzahl |
| ---------- | ------------- |
| 2011       | 18.069        |
| 2016       | 17.654        |